# 前郭尔罗斯镇
前郭尔罗斯镇，是中华人民共和国吉林省松原市前郭尔罗斯蒙古族自治县下辖的一个乡镇级行政单位。2022年6月1日，调整管辖范围，调整后下辖巴特尔、查干绰尔、郭尔罗斯3个社区；鲜丰村和红星、粮窝、镇南3个村部分区域；原吉拉吐乡的老吉拉吐村和吉拉吐乡良种场；孙喜窝堡村部分区域（哈萨尔路以南、郭尔罗斯大路以北区域）。

## 行政区划
前郭尔罗斯镇下辖以下地区：
郭尔罗斯社区、巴特尔社区、蒙古艾里社区、哈萨尔社区、查干淖尔社区、巴彦社区、乌兰社区、纳荷芽社区、阿拉坦社区、红星村、鲜丰村、粮窝村和镇南村。